# Joelia Petsjonkina
Joelia Sergejevna Petschonkina-Nosova (Russisch: Ю́лия Серге́евна Печёнкина-Но́сова) (Krasnojarsk, 21 april 1978) is een voormalige Russische atlete, die gespecialiseerd was in de 400 m horden en de 4 x 400 m estafette. Ze nam tweemaal deel aan de Olympische Spelen, maar won hierbij geen medailles.

## Biografie
Petsjonkina was wereldrecordhoudster op de 400 m horden (52,34 s, gelopen op 8 augustus 2003), totdat dit op 29 juli 2019 door de Amerikaanse Dalilah Muhammad werd verbeterd. Verder heeft zij het wereldrecord op de nauwelijks gelopen 4 x 200 m indoor (1.32,41) in handen. Dit laatste record vestigde zij op 29 januari 2005 in Glasgow, tezamen met haar teamgenotes Jekaterina Kondratjeva, Irina Chabarova en Joelia Goesjtsjina. Later dat jaar werd ze op de wereldkampioenschappen in Helsinki als lid van de Russische estafetteploeg, die verder bestond uit Olesja Forsheva, Natalja Antjoech en Svetlana Pospelova, wereldkampioene op de 4 x 400 m.
Op de WK van 2007 in Osaka behaalde Petsjonkina een zilveren medaille op de 400 m horden. In 53,50, haar beste jaarprestatie, werd ze tweede achter de Australische Jana Rawlinson, die zich in Japan met 53,31 over het goud ontfermde.
Op 9 juni 2008 maakte de hoofdcoach van de Russische olympische ploeg, Valentin Maslakov, bekend dat Joelia Petsjonkina wegens hartproblemen verstek zou moeten laten gaan op de Olympische Spelen van Peking. De kans was zelfs aanwezig dat zij helemaal met atletiek moest stoppen. Uitgevoerde medische tests hadden tot dan toe geen uitsluitsel gegeven over de precieze aard van het probleem en hoe dit verholpen zou moeten worden.
Vanwege deze klachten besloot Petsjonkina begin 2009 om, zoals al werd voorzien door haar coach, een punt te zetten achter haar atletiekcarrière. Sindsdien is zij werkzaam bij een bank.
Joelia Petsjonkina is in 2006 gescheiden van hordeloper Jevgeni Petsjonkin.

## Titels
- Wereldkampioene 400 m horden - 2005
- Wereldkampioene 4 x 400 m - 2005
- Wereldindoorkampioene 4 x 400 m - 2001, 2003
- Europees indoorkampioene 4 x 400 m - 2005
- Russisch kampioene 400 m horden - 1999, 2001, 2003, 2004, 2005

## Persoonlijke records
Outdoor
| Onderdeel    | Prestatie                | Datum           | Plaats  |
| ------------ | ------------------------ | --------------- | ------- |
| 400 m        | 53,22                    | 1 juli 2001     | Glasgow |
| 400 m horden | 52,34 (ex-WR, ex-ER, NR) | 8 augustus 2003 | Toela   |

Indoor
| Onderdeel | Prestatie | Datum            | Plaats |
| --------- | --------- | ---------------- | ------ |
| 200 m     | 23,26 s   | 22 januari 2005  | Moskou |
| 300 m     | 37,49 s   | 7 januari 2002   | Moskou |
| 400 m     | 51,00 s   | 26 februari 2003 | Moskou |
| 500 m     | 1.09,69   | 7 januari 2003   | Moskou |

## Palmares

### Kampioenschappen
| Jaar | Toernooi             | Locatie     | Resultaat | Extra               |
| ---- | -------------------- | ----------- | --------- | ------------------- |
| 2001 | WK indoor            | Lissabon    | 1e        | 4 x 400 m estafette |
|      | WK                   | Edmonton    | 2e        | 400 m horden        |
|      | WK                   | Edmonton    | 3e        | 4 x 400 m estafette |
| 2002 | EK indoor            | Wenen       | 5e        | 400 m               |
| 2003 | WK indoor            | Birmingham  | 1e        | 4 x 400 m estafette |
|      | WK                   | Parijs      | 3e        | 400 m horden        |
|      | WK                   | Parijs      | 2e        | 4 x 400 m estafette |
| 2004 | OS                   | Athene      | 8e        | 400 m horden        |
| 2005 | EK indoor            | Madrid      | 5e        | 400 m               |
|      | EK indoor            | Madrid      | 1e        | 4 x 400 m estafette |
|      | WK                   | Helsinki    | 1e        | 400 m horden        |
|      | WK                   | Helsinki    | 1e        | 4 x 400 m estafette |
|      | Wereldatletiekfinale | Monte Carlo | 2e        | 400 m horden        |
| 2006 | Wereldbeker          | Athene      | 1e        | 400 m horden        |
|      | Wereldbeker          | Athene      | 3e        | 4 x 400 m estafette |
| 2007 | WK                   | Osaka       | 2e        | 400 m horden        |

### Golden League-podiumplaatsen
| Jaar | Wedstrijd             | Locatie     | Resultaat | Extra        | Tijd    |
| ---- | --------------------- | ----------- | --------- | ------------ | ------- |
| 2001 | Meeting Gaz de France | Saint-Denis | 3e        | 400 m horden | 54,61 s |
|      | ISTAF                 | Berlijn     | 1e        | 400 m horden | 54,62 s |
| 2003 | Memorial Van Damme    | Brussel     | 1e        | 400 m horden | 53,49 s |
| 2004 | Golden Gala           | Rome        | 3e        | 400 m horden | 54,88 s |
| 2005 | Weltklasse Zürich     | Zürich      | 1e        | 400 m horden | 53,30 s |
|      | Memorial Van Damme    | Brussel     | 3e        | 400 m horden | 53,87 s |

1980: Bärbel Broschat ·
1983: Jekaterina Fesenko ·
1987: Sabine Busch ·
1991: Tatjana Ledovskaja ·
1993: Sally Gunnell ·
1995: Kim Batten ·
1997: Nezha Bidouane ·
1999: Daimí Pernía ·
2001: Nezha Bidouane ·
2003: Jana Pittman ·
2005: Joelia Petsjonkina ·
2007: Jana Rawlinson ·
2009: Melaine Walker ·
2011: Lashinda Demus ·
2013: Zuzana Hejnová ·
2015: Zuzana Hejnová ·
2017: Kori Carter ·
2019: Dalilah Muhammad ·
2022: Sydney McLaughlin  ·
2023: Femke Bol
1983: Walther, Busch, Koch, Rübsam ·
1987: Neubauer, Emmelmann, Schersing, Busch ·
1991: Ledovskaja, Dzjigalova, Nazarova, Bryzgina ·
1993: Torrence, Malone-Wallace, Kaiser-Brown, Miles-Clark ·
1995: Graham, Stevens, Jones, Miles-Clark ·
1997: Feller, Rohländer, Rücker, Breuer ·
1999: Tsjebykina, Gontsjarenko, Kotljarova, Nazarova ·
2001: Richards, Scott, Parris, Fenton ·
2003: Barber, Washington, Richards, Miles-Clark ·
2005: Petsjonkina, Krasnomovets, Antjoech, Pospelova ·
2007: Trotter, Felix, Wineberg, Richards ·
2009: Dunn, Felix, Demus, Richards ·
2011: Richards-Ross, Felix, Beard, McCorory ·
2013: Goesjtsjina, Firova, Ryzjova, Krivosjapka ·
2015: Day, Jackson, McPherson, Williams-Mills ·
2017: Hayes, Felix, Wimbley, Francis ·
2019: Francis, McLaughlin, Muhammad, Jonathas ·
2022: Diggs, Steiner, Wilson, McLaughlin ·
2023: Saalberg, Klaver, Peeters, Bol